# Charles Hudson

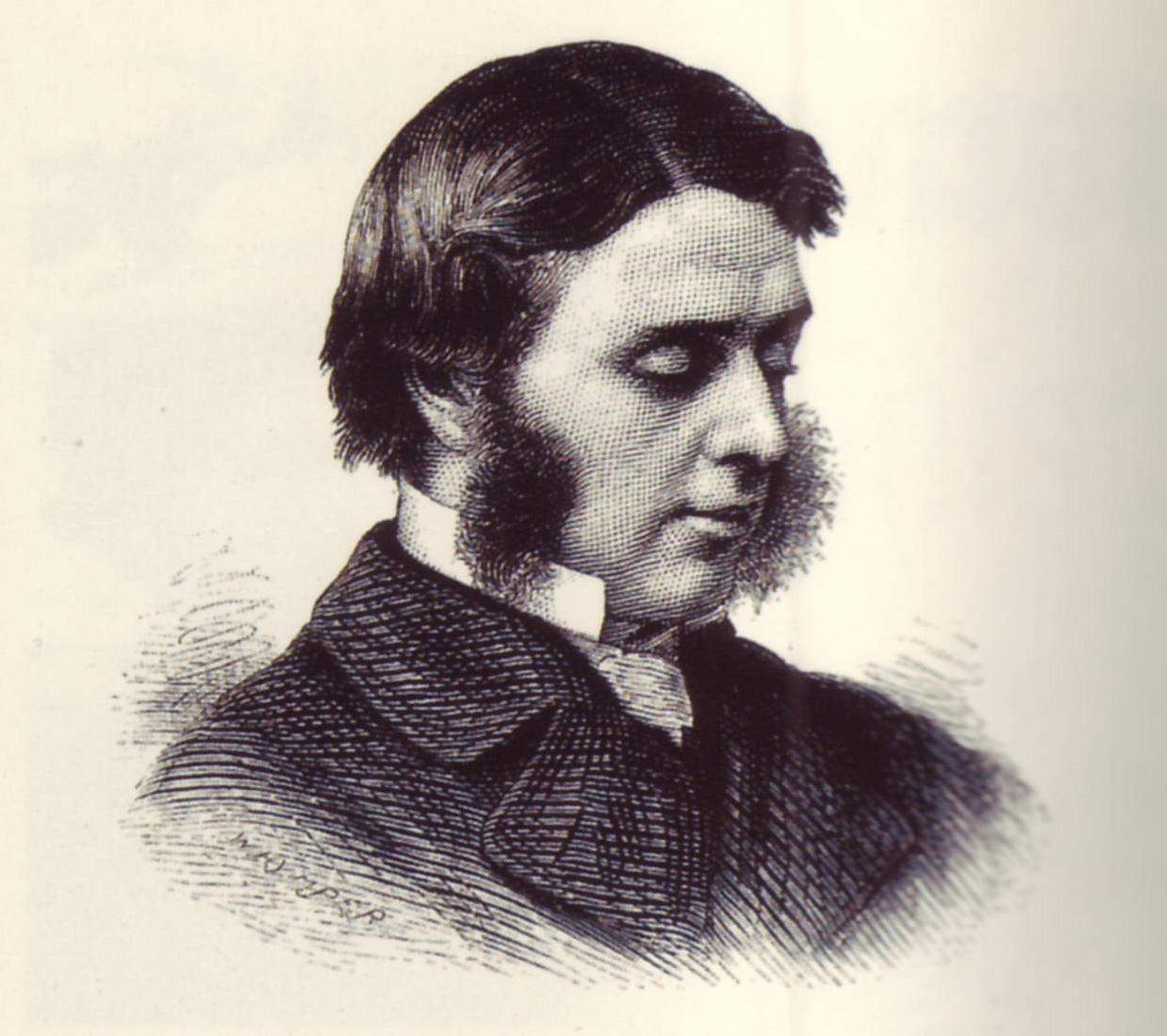
Charles Hudson

Charles Hudson (4 de octubre de 1828 – 14 de julio de 1865) fue un capellán anglicano y montañero de Skillington, Lincolnshire, Inglaterra.
Hudson fue uno de los más importantes montañeros de la edad de oro del alpinismo. Caminante extremadamente fuerte, está considerado un pionero de los ascensos sin guía y en invierno en los Alpes occidentales, habiendo hecho los primeros ascensos sin guía del Mont Blanc en 1855, el primer ascenso oficial del Mont Blanc du Tacul con Edward John Stevenson, Christopher y James Grenville Smith, E. S. Kennedy, Charles Ainslie y G. C. Joad el 8 de agosto de 1855, un ascenso sin guía del Breithorn y un casi ascenso de la Aiguille du Goûter en solitario en invierno, viéndose forzado a regresar cerca de la cumbre por la nieve fresca. Entre sus ascensiones con guía estuvieron la primera ascensión del Monte Rosa en 1855, el primer paso completo del Mönchjoch ("collado del Mönch") en 1858, el primer ascenso del Mont por la ruta Goûter (incompleta) en 1859 con E. S. Kennedy y su partida, y el segundo ascenso de la Aiguille Verte (la primera por la arista Moine) en 1865 (con T. S. Kennedy y Michel Croz).

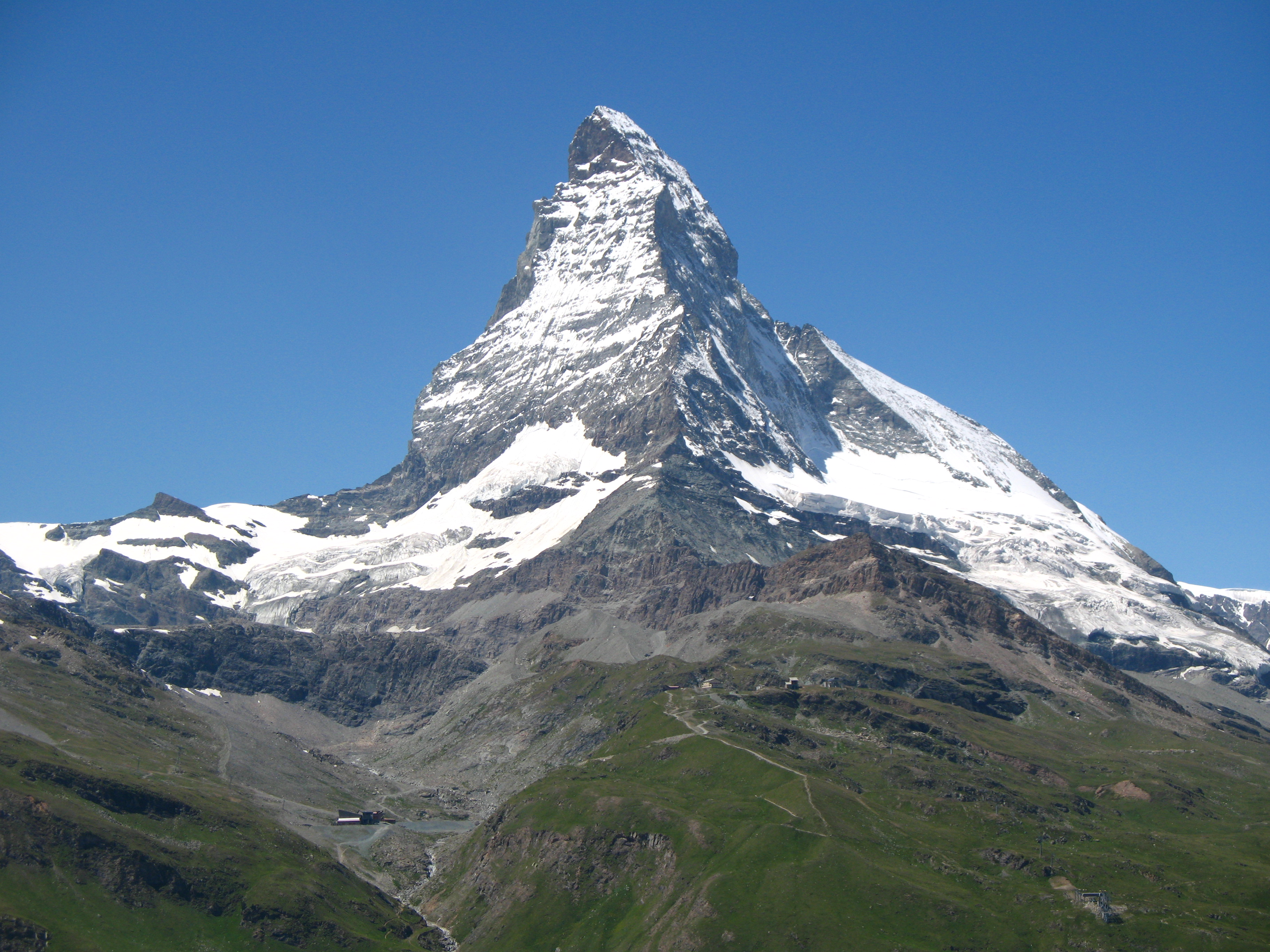
El Cervino. El accidente fatal ocurrido en las laderas de nieve con sol en la parte superior derecha de la montaña.

## Accidente en el Cervino
Durante la primera ascensión del Cervino el 14 de julio de 1865 Hudson resultó muerto en el tristemente célebre accidente durante el descenso. Edward Whymper estaba planeando subir la montaña con Lord Francis Douglas, cuando él oyó que Hudson (junto con Michel Croz) tenía el mismo objetivo. Whymper escribió:

Lord Francis Douglas y yo cenamos en el hotel Monte Rosa, y justo había acabado cuando el señor Hudson y un amigo entraron en el salle à manger. Habían regresado de inspeccionar la montaña y algunos ociosos en la habitación les preguntaron por sus intenciones. Oímos una confirmación de la afirmación de Croz, y supieron que el señor Hudson pretendía salir por la mañana a la misma hora que nosotros. Salimos de la habitación para consultas, y estuvimos de acuerdo en que no era conveniente que dos partidas independientes estuvieran en la misma montaña al mismo tiempo con el mismo objetivo. El señor Hudson fue por lo tanto invitado a unirse a nosotros, y él aceptó nuestra proposición. Antes de admitir a su amigo—el señor Hadow—tomé la precaución de preguntar qué habían hecho en los Alpes, y, así como yo recuerdo, la respuesta del señor Hudson fue, "El señor Hadow ha hecho el Mont Blanc en menos tiempo que la mayor parte de los hombres."

El accidente aconteció debido a que Hadow resbaló en el descenso no lejos de la cumbre, tirando de Croz, Hudson y Douglas montaña abajo por la cara norte; la cuerda entre estos cuatro y los otros tres miembros de la partida (Whymper y los dos guías de Zermatt llamados Peter Taugwalder, padre e hijo), se partió, ahorrándoles el mismo destino. Algunos acusaron a Hudson por insistir en la presencia del inexperto Hadow en la partida, y por no comprobar la calidad de la cuerda o las botas que Hadow llevaba. 
El cuerpo de Hudson fue recuperado del glaciar del Cervino y fue enterrado en el cementerio del Zermatt.